# مانكسمان (فلم)
مانكسمان (بالإنجليزية: The Manxman) فيلم رومانسي بريطاني صامت لعام 1929 أخرجه ألفريد هيتشكوك، وبطولة آني أوندرا وكارل بريسون ومالكولم كين. يستند الفيلم إلى رواية رومانسية شهيرة تحمل نفس العنوان للكاتب هول كين تعود لعام 1894، والتي تم تحويلها سابقًا إلى فيلم قبل 13 عامًا. كان هذا آخر إنتاج فيلم صامت يخرجه هيتشكوك قبل أن ينتقل إلى الأفلام الناطقة بفيلمه التالي «ابتزاز Blackmail» في نفس العام.

## طاقم التمثيل
كارل بريسون: في دور بيت كويليام
مالكولم كين: في دور فيليب كريستيان
آني أوندرا: في دور كيت كريجين
راندل أيرتون: في دور سيزر كريجن
كلير جريت: في دور الأم
هاري تيري: في دور رجل
كيم بيكوك: في دور روس كريستيان
ويلفريد شاين: في دور الطبيب
نيللي ريتشاردز: في دور وردرس

## أحداث الفيلم
يحكي الفيلم قصة اثنين من أصدقاء الطفولة المقربين، وهما بيت كويليام (كارل بريسون) الصياد الوسيم الفقير، وفيليب كريستيان (مالكولم كين) المحامي من الطبقة الوسطى المتعلم؛ كلا الشابين مغرمين بكيت (آني أوندرا) الجميلة والحيوية، ابنة مالك الحانة. تهتم كيت بالشاب بيت، وتستمتع بوجوده وحبه لها.
يرفض كريجين الموافقة على زواج ابنته من بيت المفلس، الذي يقرر السفر إلى إفريقيا لجني ثروة، ويسأل كيت عما إذا كانت ستنتظر عودته، وترد بالإيجاب. يطلب بيت من فيليب أن يعتني بكيت حتى يعود.
يبدأ فيليب في الاتصال بكيت كل يوم تقريبًا في غياب بيت، وتنجذب كيت وفيليب بشدة لبعضهما البعض، ويبدآن علاقة غرامية أثناء زيارة مطحنة قديمة.
تصل الأخبار إلى القرية تفيد بأن بيت قُتل في إفريقيا. يشعر فيليب وكيت بالصدمة ولكن كيت تشعر بالارتياح، وتبدأ التخطيط لمستقبلها مع فيليب. كانت أحوال فيليب تسير على ما يرام، وهو يستعد لتولي منصب رئيس قضاة الجزيرة. يعرف الجميع ان أخبار موت بيت كانت مغلوطة، وانه على قيد الحياة في إفريقيا، ويرسل برقية إلى فيليب بموعد عودته. يحث فيليب كيت على عدم كسر وعدها بالزواج من بيت، مما يسمح له بمواصلة مسيرته المهنية. يصل بيت بعد فترة وجيزة من البرقية وهو سعيد للغاية بالعودة إلى قريته ورؤية حبيبته. يسعد والد كيت بعودة بيت بثروة ويعلن موافقته على زواج كيت من بيت. يتم الاحتفال بالزفاف، ولكن لا تزال كيت تحب فيليب، ولا يمكنها تحمل الزواج من بيت.
يشعر بيت بسعادة غامرة لمعرفته أن كيت حامل، ويفترض بطبيعة الحال أنه الأب. تشعر كيت باليأس وتقرر ان تهجر بيت بعد ولادتها، تاركة طفلها وراءها، ورسالة تقول إنها أحبت رجلاً آخر، وما زالت تحبه. يتأذى بيت بشدة من هذا، لكنه يخبر القرويين أن كيت ذهبت إلى لندن لقضاء فترة راحة قصيرة. يثبت بيت أنه أب رائع، ويعتني بالطفل، ويريح نفسه بالاعتقاد أنه على الرغم من رحيل كيت، إلا أنه لا يزال لديه طفلهما ليحبه.
تقنع كيت فيليب بإخفائها في مكتبه، على أمل أن تتمكن بطريقة ما من العيش معه، ولكن فيليب يبدو غير راغب في تدمير حياته المهنية بالهرب معها. تعود كيت إلى المنزل لأخذ الطفل، وتخبر بيت أنه ليس والد الطفل. يرفض بيت تصديقها، كما أنه يرفض التخلي عن الطفل. تغادر كيت المنزل وتحاول الانتحار، ولكن ينقذها شرطي. يتم اتهام كيت بجريمة محاولة الانتحار، وتقدم للمحاكمة في اليوم الأول الذي يعمل فيه فيليب في منصب رئيس القضاة. تظهر بيت في قاعة المحكمة، ويوافق فيليب على تسليم كيت إلى زوجها بيت. لكن كيت ترفض الذهاب، ويعترف فيليب علانية بإخفاقاته الأخلاقية الشديدة، ويزيل باروكة شعره ويتنازل عن منصبه الرسمي ويغادر المحكمة.
يصل فيليب وكيت إلى منزل بيت لأخذ الطفل. تلتقط كيت الطفل، بينما يقف فيليب وبيت على طرفي نقيض من الغرفة، وتدفع كيت بالطفل إلى بيت ليقول وداعًا أخيرًا. يغادر فيليب وكيت الكوخ وسط سخرية وإدانة القرويين الذين كانوا يشاهدون المشهد من النوافذ، ويبحر بيت مرة أخرى بعد أن فقد كل شيء.

## الاهتمام بالفيلم
منح موقع الطماطم الفاسدة الفيلم تقييم مقداره 92% بناء على آراء 12 ناقد فني.
كتبت مجلة فارايتي في 26 مارس 2009: «رواية هول كين التي تم اقتباس هذا الفيلم منها هي رواية ضعيفة، لكن المخرج بذل قصارى جهده معها».
كتب ديف كير من شيكاغو ريدر في 20 مارس 2012: «الفيلم ليس تحفة فنية، لكنه بالتأكيد شيء يمكن رؤيته: عمل هيتشكوك المبكر مليء بالمفاجآت والدرامية والأسلوب».
كتب مورداونت هول من صحيفة نيويورك تايمز في 17 ديسمبر 1929: «مليئ بالمشاهد الساحرة والقصة نفسها تروى جيدًا».
قام معهد الفيلم البريطاني بمشروع «المحافظة على أفلام هيتشكوك»، حيث تم ترميم وإصلاح أفلام هيتشكوك القديمة الصامتة.

## روابط خارجية
- مقالات تستعمل روابط فنية بلا صلة مع ويكي بيانات